# チッカリング・ホール (ボストン、1901年開場)

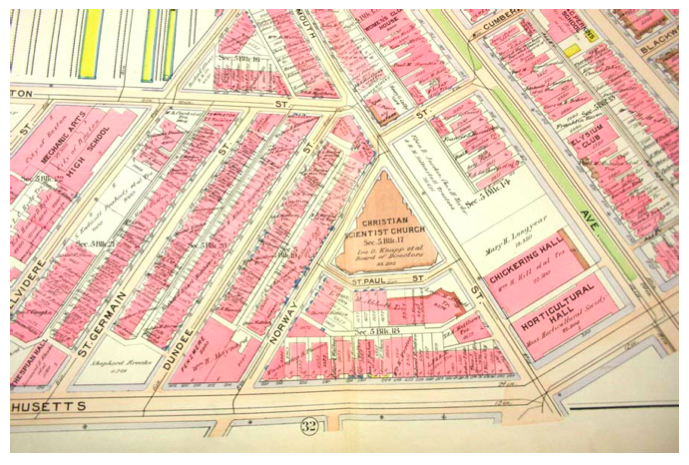
チッカリング・ホールが表示されている1908年の地図の一部。

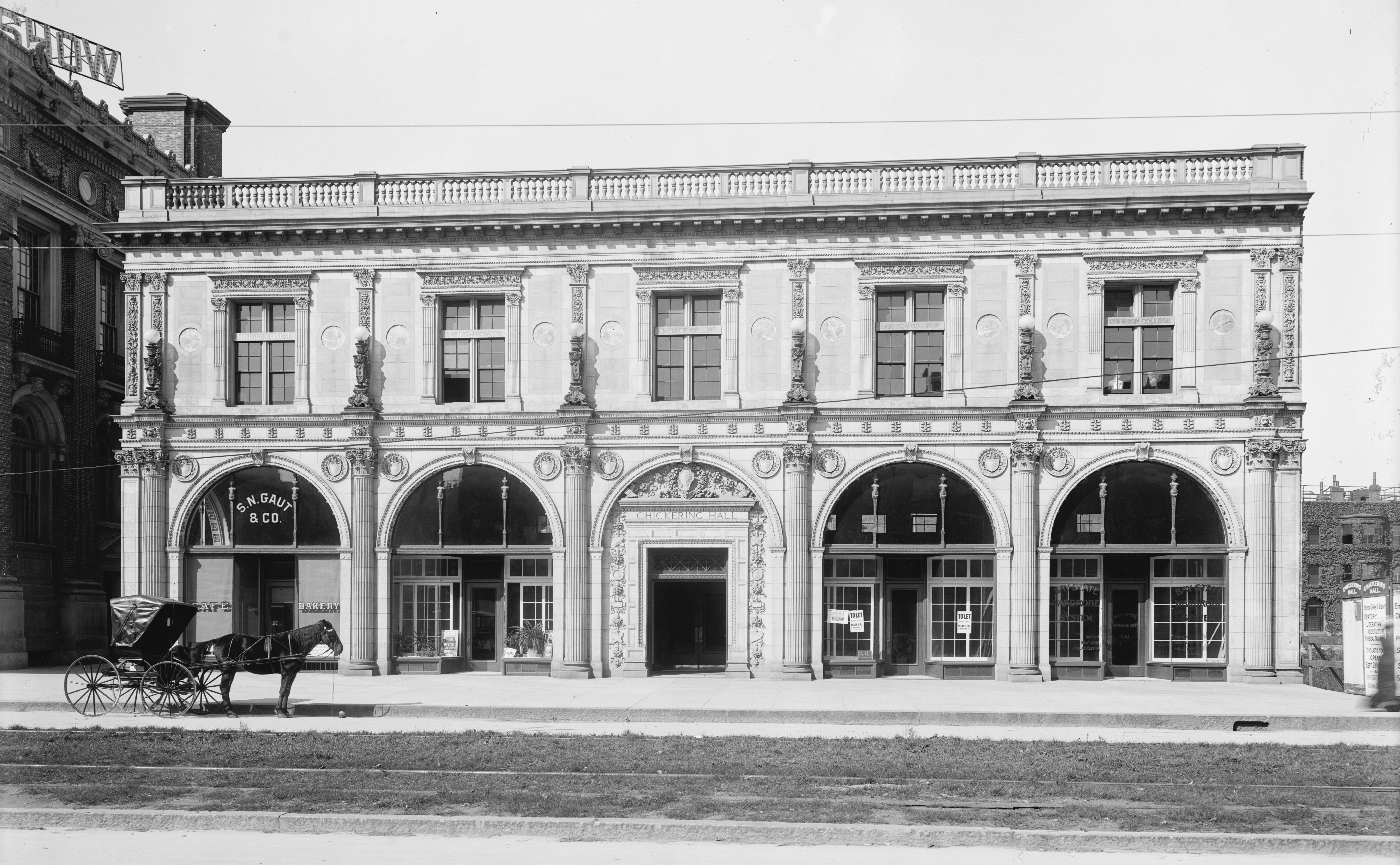
ボストン、ハンティントン・アベニューのチッカリング・ホール、1900年代。

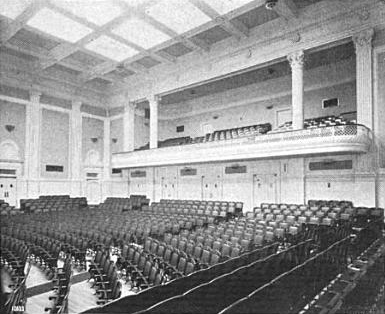
チッカリング・ホールの内部、1903年ころ。

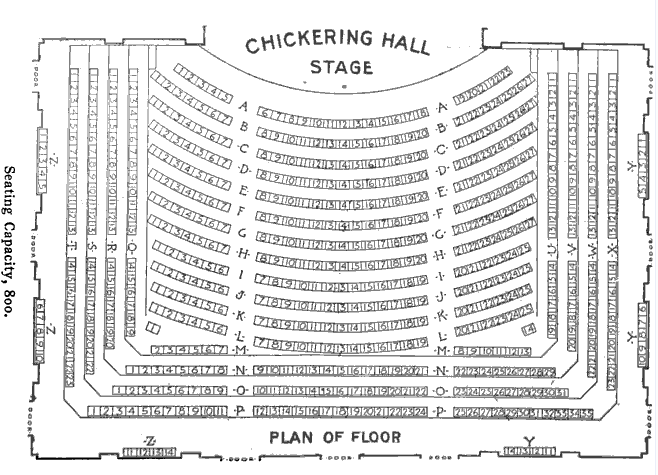
1900年代の座席表。

チッカリング・ホール (Chickering Hall) は、1901年から1912年まで、マサチューセッツ州ボストンのバック・ベイで、ハンティントン・アベニューに面して建っていたオーディトリアム。この建物は、園芸ホールと接して建っていた。入居していたテナントには、エマーソン・カレッジ・オブ・オラトリー（Emerson College of Oratory：エマーソン大学の前身）、D・M・シューシャン (D.M. Shooshan) の「Ladies' and Gents' Cafe」などがあった。1912年には、セント・ジェームズ劇場となり、さらに後にはアップタウン劇場 (Uptown Theatre) と称した。建物は、1963年に解体された。

## 出演者
- 杮落としのコンサートには、アントワネット・シュモフスカ（英語版）、ポル・プランソン（英語版）、クネイゼル・カルテット（英語版）が出演した[5][6]。
- ルーシー・ゲイツ（英語版） - ソプラノ[7]
- フロリゼル（英語版） - 少年バイオリニスト[7]
- オシップ・ガブリロヴィッチ - ピアニストt[8]
- 『ヴェニスの商人』- ベン・グリート（英語版）・イングリッシュ座 (English Co.)[9]
- W・B・イーツの劇（複数） - マーガレット・ワイチャーリイほか[10]
- ベアトリス・ハーフォード（英語版）[11]

## ギャラリー

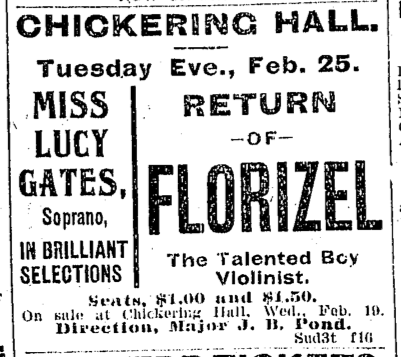
1902年の広告。
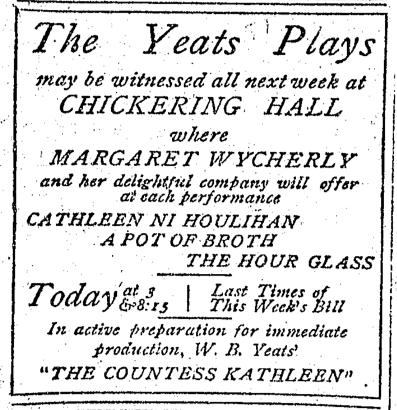
1904年の広告。